# Luis de Mirabal y Espínola
Luis de Mirabal y Espínola, I marqués de Mirabal, fue un político español del primer tercio del siglo XVIII, quien llegó a ser embajador en Flandes y presidente del Consejo de Castilla en tiempos de Felipe V y de Luis I. Felipe V le concedió como premio a sus méritos el título del marquesado de Mirabal.

## Biografía
Nació en el seno de una familia hidalga de Jerez de la Frontera. Fue el cuarto hijo varón de Juan Francisco de Mirabal y Pavón de Lobatón, caballero de la Orden de Alcántara, y de su esposa María Luisa Espínola y Morales. De sus hermanos, el primogénito, Juan Francisco de Mirabal y Espínola, fue nombrado I conde de Villafuente Bermeja por Carlos II, tras la presentación de un memorial en los que se detallaban los méritos y los servicios hechos a la monarquía de todo su linaje. El segundo varón fue Rodrigo de Mirabal, que llegó a ser contraalmirante de la Real Armada. Martín y Luis fueron enviados a estudiar a la Universidad de Salamanca en el Colegio Mayor de Cuenca.
Luis nació en 1657 en Jerez de la Frontera y falleció el 24 de enero de 1729 en la Villa de Madrid a los 72 años de edad siendo enterrado en la capilla del Cristo de Burgos de la iglesia parroquial de San Nicolás de dicha villa y corte, ya que fue hermano mayor de la Cofradía del Cristo de Burgos de Madrid.

### Carrera jurídica
Junto con su hermano Martín fue colegial de Cuenca en la Universidad de Salamanca, donde llegó a ser nombrado catedrático de Leyes. Continuó su carrera jurídica desempeñando el cargo de oidor de la Real Chancillería de Valladolid.

### Carrera política
Fue designado como embajador en Flandes y llegó a ser presidente del Consejo de Castilla en el periodo comprendido entre los años 1716 y 1724, tomando parte del primer reinado de Felipe V de España y en el su hijo Luis I de España. Fundó el Kalendario particular y guía de forasteros en Madrid, predecesora de la Guía Oficial de España. Fue nombrado marqués de Mirabal por Real Despacho del rey  Felipe V (con el vizcondado previo de Mirabal cancelado) el 31 de octubre de 1722.

## El señorío de Boadilla del Monte y el palacio de las Dos Torres
En 1699 casó con María Magdalena Dávila. Luis de Mirabal casó en segundas nupcias con Isabel María Queipo de Llano, señora de la villa de Boadilla del Monte, hija de Fernando Queipo de Llano, III conde de Toreno y alférez mayor de Asturias, y de Emilia de Doriga y Malleza.
Su segundo matrimonio incorporó a sus bienes el señorío de Boadilla del Monte, donde mandó edificar su residencia, el llamado palacio de las Dos Torres, que posteriormente su hija Josefa Micaela de Mirabal, III marquesa de Mirabal, enajenaría para venderlo al infante Luis de Borbón.

## Descendencia y sucesión en el marquesado de Mirabal
Tuvo tres hijas, de las cuales sólo una dejó como única descendencia una mujer: Vicenta Carrasco de Mirabal, III marquesa de Mirabal y IV condesa de Villafuente Bermeja, que casó con Joaquín María Hurtado de Mendoza y Martínez de Medinilla, de cuyo matrimonio tampoco hubo hijos, extinguiéndose así la descendencia de Luis. El título del marquesado de Mirabal y el del condado de Villafuente Bermeja serían sucedidos por Álvaro Dávila y Núñez de Villavicencio, VII marqués de Villamarta-Dávila, descendiente de Beatriz de Mirabal, tía de Luis, I marqués de Mirabal.